# Cauê Benicio
Cauê Benicio là một cầu thủ bóng đá người Brasil hiện đang thi đấu ở vị trí tiền vệ. Anh đã từng chơi cho rất nhiều câu lạc bộ tại châu Âu và châu Á. Benicio từng chơi cho câu lạc bộ lớn nhất Việt Nam, Hà Nội FC. Anh đã từ giã bóng đá chuyên nghiệp vào tháng 6, 2019 và trở thành huấn luyện viên.

## Danh hiệu

### Câu lạc bộ
Hà Nội T&T
- V-League (1): 2010
- Siêu cúp Việt Nam (1): 2010